# Michael Lumb
Michael Lumb (født 9. januar 1988) er en dansk fodboldspiller spiller for Brønshøj Boldklub. Han har tidligere spillet for bl.a. Fremad Amager.

## Karriere

### AGF
Lumb startede sin professionelle karriere hos danske AGF, hvor han som ungdomspiller havde været en del af den talentfulde årgang '88 fra AGF, der vandt DM i juniorliga, ligesom Morten Beck Andersen, Frederik Krabbe, Michael Vester, Niels Kristensen, Jesper Blicher og Anders Syberg, som alle har haft debut på AGF's 1.hold, hvor Michael Lumb spillede fast for superligamandskabet som venstreback. 
I efteråret 2007 blev han kåret til "STJERNESKUDDET 2007" af Ekstra Bladet, da de mente, at han kunne udvikle sig til en topspiller på venstre back pladsen. Samtidig viste en del udenlandske klubber interesse for det unge stjernefrø.
I 2008 fik Michael Lumb "Årets Arla U21 Landsholdstalent".  Han var den anden AGF spiller, der modtog prisen, efter Martin Jørgensen som modtog den i 1996. AGF spillere som f.eks. Brian Steen Nielsen, Henrik Risom og Johnny Mølby har også modtaget prisen, men det var inden de skiftede til AGF.
I 2009 fik Michael Lumb sin debut på A-landsholdet i en venskabskamp mod USA.

### Zenit Skt. Petersborg
Den 11. januar 2010 skiftede han til den russiske klub Zenit. I sommeren samme år, valgte han at skifte til hollandske Feyenoord på en et-årig lejekontrakt, i håb om, at han kunne skaffe sig mere spilletid.
Den 31. januar 2011 meddelte den danske Superliga-klub AaB, at man har lejet Lumb i Feyenoord indtil sommeren 2011.
Efterfølgende blev Lumb også udlejet til den tyske Bundesligaklub SC Freiburg for foråret 2012.

### Bochum
I slutningen af januar 2013 indgik Lumb en halvårig kontrakt med den tyske 2. Bundesliga- klub VfL Bochum.

### FC Vestsjælland
Han spillede sin første kamp for FC Vestsjælland søndag den 21. juli mod Brøndby IF.

### Lyngby BK
Den 17. juli 2015 skrev han under på en et-årig aftale med Lyngby BK.
Cheftræner for Lyngby BK, David Nielsen, sagde følgende om Michael Lumbs skifte: "Vi har med tilgangen af Michael Lumb sikret os en spiller med sult og vinder-DNA. Michael har gennem hele sin karriere været garant for hårdt, nådesløst arbejde og det er noget vi i Lyngby ønsker at tilstræbe hver eneste dag. Michael kommer til en trup, der er sulten, har lyst til at vinde og den attitude vil han bidrage til."

### AC Horsens
Den 31. august 2018 blev det offentliggjort, at Lumb havde skrevet under på en treårig kontrakt med AC Horsens, således parterne havde papir på hinanden frem til sommeren 2021.

### Brøndby IF
Den 4. januar 2021 blev det offentliggjort, at Lumb havde skrevet under på en 1-årig kontrakt med Brøndby IF 

## Anerkendelser
- 2007 – Efterårets stjerneskud (Kåret af Ekstra Bladet)
- 07/08 – Årets spiller i AGF (Kåret af trænerstaben i AGF)
- 07/08 – Årets gennembrud i AGF (Kåret af Århus Stiftstidende)
- 07/08 – Årets spiller i AGF (Kåret af Ekstra Bladet)
- 2008 – Årets Arla U21 Landsholdstalent 2008 (Kåret af en arbejdsgruppe under DBU)
- 2008 – Årets sportstalent i Århus 2008(Kåret af Århus Stiftidende)